# Баскуньяна-де-Сан-Педро
Баскуньяна-де-Сан-Педро (ісп. Bascuñana de San Pedro) — муніципалітет в Іспанії, у складі автономної спільноти Кастилія-Ла-Манча, у провінції Куенка. Населення — 27 осіб (2010).
Муніципалітет розташований на відстані близько 130 км на схід від Мадрида, 17 км на північний захід від Куенки.

## Демографія
Динаміка населення (INE ):